# René Gabriel Buteler
René Gabriel José Buteler (8 de marzo de 1924- 19 de mayo de 2006) fue un militar argentino, perteneciente a la Armada Argentina, que alcanzó la jerarquía de Capitán de Navío.

## Carrera
Ocupó el cargo de interventor federal y Gobernador de facto de Misiones, del 24 de abril de 1976 al 17 de marzo de 1977, durante la presidencia de facto de Jorge Rafael Videla durante el Proceso de Reorganización Nacional. Su designación se dio mientras se encontraba retirado.
A diferencia de otros gobernadores de Misiones, no se vio implicado en crímenes de lesa humanidad en la provincia que gobernó.